# Ekonomika Management Inovace (EMI)
Časopis EMI – Ekonomika management inovace (Economics Management Innovation) je nezávislým recenzovaným vědecko-odborným časopisem, který se zaměřuje na publikování výsledků výzkumných šetření, teoretických studií a odborných prací z oblasti managementu, inovačního managementu a příbuzných disciplín. Orientuje se zejména na problematiku:
- ekonomii a management malých a středních podniků,
- inovace v oblasti výuky ekonomie a managementu terciárního vzdělávání,
- společenské odpovědnosti firem,
- inovační procesy v Olomouckém kraji,
- transfer vědeckých poznatků do praxe,
- znalostní management,
- rozhodování a řízení pomocí fuzzy modelování,
- uveřejňování recenzí monografií, odborných publikací a učebnic z oblasti ekonomie, managementu a inovací.

Časopis vydává Moravská vysoká škola Olomouc a je indexován v databázích Google Scholar, Scirus, DOAJ a evidován v mezinárodním katalogu WorldCat. Časopis je archivován Národní knihovnou ČR.
Publikovány jsou články českých i zahraničních autorů v anglickém, českém, slovenském, německém a polském jazyce. Časopis má periodicitu 3krát ročně. Články v elektronické on-line verzi jsou k dispozici volně a v plném znění.